# 로버트 캐니거
로버트 캐니거(영어: Robert Kanigher, 1915년 6월 18일 ~ 2002년 5월 7일)는 미국의 20세기 만화가, 만화 편집자이다. 윌리엄 몰턴 마스턴의 뒤를 이어 《원더우먼》을 집필하였으며, 록 병장, 메탈맨, 플래시 (배리 앨런) 등을 창조해내어 미국 만화의 은시대의 여명을 이끌었다.